# Калиновка (Малосергиевский сельсовет)
Кали́новка — село Малосергиевского сельсовета Тамалинского района Пензенской области, бывший центр Калиновского сельсовета (до 2010 года). На 1 января 2004 года — 201 хозяйство, 539 жителей.

## География
Село расположено на юге Тамалинского района, расстояние до районного центра пгт. Тамала — 11 км, до центра сельсовета Малой Сергиевки — 7 км.

## История
По исследованиям историка — краеведа Полубоярова М. С., село образовано помещиками, с XIX века в составе Репьёвской волости Балашовского уезда Саратовской губернии. В 1911 году в селе — земская школа, больница, церковь, базар. С 1926 года — центр сельсовета, с 1955 года — в Малосергиевском сельсовете, затем вновь центр сельсовета. Согласно Закону Пензенской области № 1992-ЗПО от 22 декабря 2010 года вновь передано в Малосергиевский сельский совет. В 50-х годах XX века — центральная усадьба колхоза им. А. А. Жданова, затем до 1990-х годов — центральная усадьба совхоза «Калиновский».
Территориальная принадлежность Калиновки:
До 1918 г - Калиновка в составе Репьёвской волости Балашовского уезда, Саратовской губернии;
С декабря 1918 года Калиновка в составе укрупнённой Репьёвской волости Балашовского уезда, Саратовской губернии;
С июля 1928 г. Калиновка в составе бывшей укрупнённой Репьёвской волости вошла в состав новообразованного Тамалинского района, Балашовского округа, Нижне-Волжского края;
С января 1934 года Калиновка в составе Тамалинского района, Саратовского края;
С декабря 1936 года Калиновка в составе Тамалинского района, Саратовской области;
С февраля 1939 года Калиновка в составе Тамалинского района передана в состав вновь образованной Пензенской области.  
Храм во имя святителя и чудотворца Николая, деревянный, однопрестольный. Построен и освещен в 1904 г. прихожанами с помощью дворянина Михаила Николаевича Орлова. 20 октября 1934 г. исполком Нижне-Волжского крайсовета вынес постановление о закрытии церкви и передаче ее под народный дом.

## Численность населения
| 1859 | 1911  | 1926  | 1939 | 1959 | 1979 | 1989 |
| ---- | ----- | ----- | ---- | ---- | ---- | ---- |
| 569  | ↗2083 | ↘1296 | ↘772 | ↘392 | ↗466 | ↗537 |
| 1996 | 2002  | 2010  |      |      |      |      |
| ↗564 | ↘509  | ↘461  |      |      |      |      |

## Инфраструктура
В селе имеются: почта, телеграф, телефон, основная школа, фельдшерско-акушерский пункт.

## Улицы
- Муниципальная;
- Зелёная;
- Мира;
- Молодёжная;
- Новая;
- Центральная.